# کلارا گرن
کلارا گرن (انگلیسی: Klara Grahn؛ زادهٔ ۲۱ مارس ۱۹۹۶) بازیکن فوتبال اهل سوئد است.